# ルーカス郡 (アイオワ州)
ルーカス郡（英: Lucas County）は、アメリカ合衆国アイオワ州の南東部に位置する郡である。2010年国勢調査での人口は8,898人であり、2000年の9,422人から5.6％減少した。郡庁所在地はシャリトン市（人口4,321人）であり、同郡で人口最大の都市でもある。

## 歴史
ルーカス郡は1846年に設立され、郡名はオハイオ州州知事とアイオワ準州初代知事を務めたロバート・ルーカスに因んで名付けられた。

## 地理
アメリカ合衆国国勢調査局に拠れば、郡域全面積は434.179平方マイル (1,124.5 km2)であり、このうち陸地430.55平方マイル (1,115.1 km2)、水域は3.63平方マイル (9.4 km2)で水域率は0.84％である。

### 主要高規格道路
- アメリカ国道34号線
- アメリカ国道65号線
- アイオワ州道14号線

### 隣接する郡
- ウォーレン郡 - 北西
- マリオン郡 - 北東
- モンロー郡 - 東
- ウェイン郡 - 南
- クラーク郡 - 西

## 人口動態

### 2010年国勢調査
以下は2010年国勢調査による人口統計データである。
基礎データ
- 人口: 8,898人
- 人口密度: 8人/km2（21人/mi2）
- 住居数: 4,238軒
- 使用住居: 3,689軒[6]

### 2000年国勢調査

2000人口ピラミッド

以下は2000年国勢調査による人口統計データである。
| 基礎データ - 人口: 9,422人 - 世帯数: 3,811 世帯 - 家族数: 2,560 家族 - 人口密度: 8人/km2（22人/mi2） - 住居数: 4,239軒 - 住居密度: 4軒/km2（10軒/mi2） 人種別人口構成 - 白人: 98.44% - アフリカン・アメリカン: 0.13% - ネイティブ・アメリカン: 0.11% - アジア人: 0.30% - 太平洋諸島系: 0.01% - その他の人種: 0.37% - 混血: 0.65% - ヒスパニック・ラテン系: 0.87% 年齢別人口構成 - 18歳未満: 25.4% - 18-24歳: 7.3% - 25-44歳: 24.6% - 45-64歳: 23.4% - 65歳以上: 19.3% - 年齢の中央値: 40歳 - 性比（女性100人あたり男性の人口） - 総人口: 94.5 - 18歳以上: 91.1 | 世帯と家族（対世帯数） - 18歳未満の子供がいる: 28.3% - 結婚・同居している夫婦: 56.7% - 未婚・離婚・死別女性が世帯主: 7.0% - 非家族世帯: 32.8% - 単身世帯: 28.7% - 65歳以上の老人1人暮らし: 14.6% - 平均構成人数 - 世帯: 2.42人 - 家族: 2.98人 収入と家計 - 収入の中央値 - 世帯: 30,876米ドル - 家族: 38,352米ドル - 性別 - 男性: 31,243米ドル - 女性: 21,293米ドル - 人口1人あたり収入: 15,341米ドル - 貧困線以下 - 対人口: 13.7% - 対家族数: 8.4% - 18歳未満: 19.1% - 65歳以上: 9.6% |

## 都市と町
- シャリトン - 郡庁所在地
- ダービー
- ルーカス
- ラッセル
- ウィリアムソン

### 郡区
- ベントン郡区
- シーダー郡区
- イングリッシュ郡区
- ジャクソン郡区
- リバティー郡区
- リンカーン郡区
- オタークリーク郡区
- プレザント郡区
- ユニオン郡区
- ウォーレン郡区
- ワシントン郡区
- ホワイトブレスト郡区

## スポーツ
ルーカス郡はその野球の振興で知られている。2009年、ルーカス郡のベーブ・ルース・オールスターチームがあアイオワ州選手権で優勝した。これまで5度優勝したことがある。しかし、全国大会での優勝経験は無い。